# Rod Marinelli
Pour les articles homonymes, voir Marinelli.
Rodney Marinelli (né le 13 juillet 1949 à Rosemead) est un joueur et entraineur américain de football américain. Il est l'actuel entraîneur de la ligne défensive des Raiders de Las Vegas.

## Carrière

### Joueur
Marinelli a une brève carrière de joueur. Il joue dans l'équipe de football américain de l'université de Californie Lutheran durant son cursus universitaire.

### Entraîneur

#### Débuts
En 1973, il prend en main la défense de l'équipe de la Rosemead High School, lycée de sa ville natale. Après trois saisons passées au niveau lycéen, il est recruté par l'université d'État de l'Utah qui l'installe au poste d'entraîneur de ligne défensive pendant six saisons avant de devenir assistant.
Il devient ensuite entraîneur de la ligne défensive de l'université de Californie avant d'exercer pendant une saison comme entraîneur de la ligne défensive de la prestigieuse université de Californie du Sud.

#### Professionnel
En 1996, l'entraîneur Tony Dungy l'appelle pour être l'entraîneur de la ligne défensive des Buccaneers de Tampa Bay. En 2002, il conserve ce poste et devient assistant de l'entraîneur. Tampa Bay, sous Marinelli, aura le plus grand nombre de sacks de la NFL.
Le 18 janvier 2006, Rod est nommé nouvel entraîneur des Lions de Detroit, remplaçant Dick Jauron. Cette première saison va démarrer difficilement avec la défaite de ces cinq premiers matchs en NFL. Detroit affichera, lors de cette saison, la statistique de sept défaites consécutives avant de remporter le dernier match de la saison contre Dallas. Detroit termine la saison avec 3-13. La saison 2007 voit les Lions revenir dans la dance en commençant la saison avec un 6-2, ce qui entraînera un incident célèbre avec Mike Furrey insultant les médias qui n'avait pas donner de grandes espérances à Detroit. Néanmoins, l'équipe de Marinelli retombe dans les abysses et perdent sept de leurs huit autres matchs, terminant à 7-9.
La saison 2008 voit naître à Detroit de grands objectifs notamment après un sans faute lors des matchs de pré-saison (4-0). Néanmoins, la saison va rester tristement célèbre dans l'histoire de Detroit et de la NFL car c'est la première fois qu'une équipe perd tous ses matchs de saison régulière (0-16) et est renvoyé après le dernier match de la saison avec la grande majorité de son staff technique.
Le 5 janvier 2009, Marinelli rejoint Lovie Smith chez les Bears de Chicago pour devenir entraîneur assistant et entraîneur de la ligne défensive. Après une première saison correcte, il est promu au poste de coordinateur défensif. En janvier 2013, il quitte son poste et rejoint, le 18 janvier, les Cowboys de Dallas. 